# Kontokáli
Kontokáli (Kontokali) är en ort i Grekland.   Den ligger i prefekturen Nomós Kerkýras och regionen Joniska öarna, i den västra delen av landet, 400 km nordväst om huvudstaden Aten. Kontokáli ligger 1 meter över havet och antalet invånare är 1 660. Den ligger på ön Korfu.
Terrängen runt Kontokáli är kuperad västerut, men åt sydost är den platt. Havet är nära Kontokáli åt nordost.  Närmaste större samhälle är Korfu, 6,4 km öster om Kontokáli. 